# 전차남 (드라마)
《전차남》(電車男 덴샤오토코[*])는 인터넷 게시판에서 일어난 《전차남》 이야기를 드라마화 한 텔레비전 드라마로, 오타쿠 청년과 미인 OL의 순수한 사랑 이야기이다. 2005년 7월 7일부터 9월 22일까지 후지 TV 목요극장 시간대에 방송됐으며, 평균시청률 21.0%를 기록했다.

## 줄거리
아오야마 사오리는 무역회사에서 일하는 회사원이다. 어느 날, 회사 파티가 끝나고 퇴근 하는 지하철에서 술주정꾼과 얽히게 되자, 그녀를 돕기 위해 오타쿠 청년·야마다 쓰요시는 용기를 내 술주정꾼에게 주의를 준다. 몇 일 후, 사오리는 야마다에게 답례로 에르메스의 찻잔을 보내온다. 그리하여, 두 사람의 운명이 시작된다.

## 등장인물 및 출연진
전차남/야마다 쓰요시
배우: 이토 아쓰시
오타쿠 청년. 도쿄도 무사시사카이에서 가족과 살고 있다. 1982년 7월 7일생. A채널에 올린 글에 따르면 〈연령 23세, 연봉 300-400만 엔, 연령=애인 없는 기간, 애니메이션과 게임을 좋아하는 외모도 아키바계〉이다. 인재파견 회사 '워커 홀릭'의 영업부 사원이며 회사원이 되기 전에는 전문 대학에 다녔다. 오타쿠로서는 건프라나 보크스 계열 피규어를 수집하고 있다. 마음이 약하고 연애에 인연이 없으며, 앞으로도 없을거라 생각하고 있었다.
에르메스/아오야마 사오리
배우: 이토 미사키
좋은 집안에서 자랐으며, 도쿄역 근처에 있는 외국계 무역회사 그레이스풀 트레이딩에서 일하는 오피스 레이디. 도쿄 도 무사시노시에서 가족과 살고 있다. 기치조지역에서 내리며, 생일은 1979년 8월 21일. 전에 사귄 세노가 아내와 아이가 있다는 걸 숨긴게 트라우마가 되어 거짓말에 민감하며 연애에 겁쟁이가 됐다. 자신을 구해준 야마다에게 에르메스 찻잔을 선물한다. 그 일을 계기로 A채널 동료들에게 에르메스라고 불린다.

### 사오리의 직장 동료
미즈키 유코
배우: 스도 리사
사오리의 회사 선배. 애인 없이 30살이 가까워져 초조해하고 있다. 후에 마쓰나가와 사귀게 되며, 디럭스에선 마쓰나가에게 '유코링'이라고 불린다.
사와자키 가호
배우: 사토 에리코

### 사오리의 가족
- 아오야마 게이스케 - 하야미 모코미치

쓰요시의 직장 동료
- 진카마 미스즈 - 시라이시 미호
- 구로키 후미토- 사토 지로

쓰요시의 오타쿠 동료 등
- 게키단 히토리
- 고이데 사오리

쓰요시의 가족
- 호리키타 마키
- 도다 게이코

게시판 이용자들
- 미나모토 무네타카 - 오구리 슌
- 우시지마 사다오 - 롯카쿠 세이지
- 이치사카 스스무 - 누쿠미즈 요이치

## 게스트

### TV 시리즈
- 이즈미야 시게루 - 1화, 술주정꾼 역
- 야마다 다카유키 - 1화, 술주정꾼을 제압하는 젊은 회사원 역.

### 또 하나의 최종화 스페셜
- 이와사 마유코
- 소닌

### 디럭스: 최후의 성전
- 기타무라 가즈키
- 차장과장
- 기치세 미치코
- AKB48

## 방송일 및 부제
| 각화                                                        | 방송일          | 부제                                 | 시청률 |
| ----------------------------------------------------------- | --------------- | ------------------------------------ | ------ |
| 제1화 (출발)                                                | 2005년 7월 7일  | 100만 명이 지켜본 사랑의 행방        | 18.3%  |
| 제2화                                                       | 2005년 7월 14일 | 첫 데이트를 위한 대변신              | 21.3%  |
| 제3화                                                       | 2005년 7월 21일 | 첫 데이트에서 대위기                 | 20.0%  |
| 제4화                                                       | 2005년 7월 28일 | 여름! 서핑 대특훈                    | 21.0%  |
| 제5화                                                       | 2005년 8월 4일  | 스토커 격퇴 대작전                   | 18.3%  |
| 제6화                                                       | 2005년 8월 11일 | 고백은 파란의 시작                   | 19.5%  |
| 제7화                                                       | 2005년 8월 18일 | 탈 오타쿠! 눈물의 생일               | 21.0%  |
| 제8화                                                       | 2005년 8월 25일 | 부활!! 눈물의 오타쿠 고백            | 19.9%  |
| 제9화                                                       | 2005년 9월 1일  | 최종결전은 비극의 예감               | 22.5%  |
| 제10화                                                      | 2005년 9월 15일 | 최종장! 기적의 대역전                | 24.1%  |
| 최종화 (종점)                                               | 2005년 9월 22일 | 사상 최대의 고백! 눈물의 졸업식      | 25.5%  |
| 본편 평균시청률: 21.0% (비디오 리서치 조사, 간토 지구 기준) |                 |                                      |        |
| 특별편                                                      | 2005년 10월 6일 | 또 하나의 최종화 스페셜 전차남VS기타 | 15.6%  |
| 완결편                                                      | 2006년 9월 23일 | 전자남 디럭스 최후의 성전            | 18.7%  |

## 음악
닫는 곡으로는 삼보마스터의 〈세상은 그것을 사랑이라 부르지〉가 사용됐다.

## 관련 상품
2005년 8월 24일, 드라마에 사용된 음악이 수록된 사운드트랙이 에픽 레코드 재팬을 통해 발매됐으며, 2005년 12월 22일, 《전차남 DVD-BOX》가 포니캐년을 통해 발매됐다.

## 수상
2005년 10월 26일에 발표된 3분기 드라마를 대상으로 한 제46회 더텔레비전 드라마 아카데미상에서 최우수작품상, 남우조연상(이토 아쓰시), 여우조연상(시라이시 미호), 음악상, 타이틀 백상 총 6부문에서 상을 수상하며 시상식에서 가장 많은 상을 수상한 작품이 됐다.

## 같이 보기
- 휴대폰 형사 제니가타 시리즈